# Simone Saint-Clair
Pour les articles homonymes, voir Saint-Clair.
Simone Leplat dite Saint-Clair, née le 25 février 1896 à Orléans et morte le 1er mars 1975 à Paris 17e, est une journaliste, traductrice, essayiste et romancière française. Elle a fait partie du réseau de la Résistance française pendant la Seconde Guerre mondiale et a reçu la médaille de la Résistance[réf. nécessaire].

## Biographie
Son père, commandant de réserve, meurt au combat le 25 septembre 1915. Après deux années passées en Angleterre, elle poursuit ses études à la Sorbonne où elle étudie la littérature française et anglaise. Après l'obtention de sa licence en Lettres, elle devient interprète pour le compte de l'armée américaine.
Après son mariage survenu en décembre 1918, elle voyage dans de nombreux pays d'Europe (Belgique, Italie, Grèce...) jusqu'en 1930. Puis, elle devient, pendant l’entre-deux-guerres, journaliste à la rédaction littéraire du journal L'Intransigeant. Elle signe aussi des articles dans d’autres journaux, dont Le Figaro, publie, seule ou en collaboration, des romans populaires chez divers éditeurs et signe la traduction de plusieurs romans anglais. Son premier roman, Le dahlia rouge obtient notamment le prix du Roman populaire.
Sa vie bascule avec l’Occupation de la France par l'Allemagne. Elle entre dans la Résistance, au réseau Mithridate. Elle est arrêtée le 2 décembre 1943, incarcérée à la prison de Fresnes puis à Romainville et déportée à Ravensbrück mi-juin 1944 (convoi I.227). Le jour de sa libération, elle apprend le décès de son fils Alain et, trois ans plus tard, celui de son second fils, Claude.
Considérablement réduite, sa production littéraire d’après-guerre est marquée par son nouvel intérêt pour l’ésotérisme, la parapsychologie et la métempsycose. Développée par l’entremise de contacts pris avec des milieux britanniques versés dans ces domaines à la faveur de son activité de résistante, sa position soutient la thèse d’une approche scientifique du recours au médium pour communiquer avec les morts.
Simone Saint-Clair, qui a assumé des responsabilités la Société des gens de lettres et à l’Institut métapsychique international, a également publié en 1971 un essai sur la Résistance française en collaboration avec Marianne Monestier (1908-1981), romancière, journaliste et directrice du journal Marie-Claire.

## Œuvre

### Romans
- L'Étrange Pensionnaire, Paris, Société d'éditions, publications et industries annexes, « collection Fama » no 538, 1927
- Les Farces de Kik, Paris, Hachette, 1933
- Le Prix des larmes, Paris, Société d'éditions, publications et industries annexes, « collection Fama » no 457, 1935
- Le Trésor du Pacifique, Paris, Rouff, « Romans pour la jeunesse » no 179, 1936
- Le Dahlia rouge, Paris, Tallandier, « Le Livre national », Nouvelle série no 32, 1938
- Chanson canadienne, Paris, Éditions des Loisirs, « Loisirs-Romans », 1938 (en collaboration avec Juliette Flandre-Lermina)
- Huguette et ses vingt ans, Paris, Société d'éditions, publications et industries annexes, « collection Fama » no 631, 1939
- L'Héritage de Jean Misaire, Paris, Desclée de Brouwer, 1939
- Le Diable dans le cœur, Paris, Société d'éditions, publications et industries annexes, « collection Fama » no 676, 1940
- Au fil de l’aventure, Paris, E. Belin, 1940
- La Fille du capitaine Pipe, Paris, Librairie des Champs-Élysées, Le Masque no 311, 1941 (en collaboration avec Juliette Flandre-Lermina)
- Une étrange pension, Paris, Éditions des Loisirs, « Loisirs-Police », 1943 (en collaboration avec Jean Kéry)
- Le Nouveau Venu, Paris, Société parisienne d'édition, « Dimanches de la femme », 1943
- Crime sans assassin, Paris, S.E.P.E., « Le Bandeau noir », 1948

### Littérature d'enfance et de jeunesse
- Captain Kidd : dernier descendant du corsaire de légende, Paris, Desclée de Brouwer, 1941 (en collaboration avec Georges Steff)
- Bûche de Noël, roman pour la jeunesse, Paris, Desclée de Brouwer, 1941 (en collaboration avec Georges Steff)
- Le Loup du diable, suivi de Teddy et son ami l'Indien, Paris, Desclée de Brouwer, 1944 (en collaboration avec Georges Steff)
- La Petite Marchande de Bonheur, Marcinelle, Edit. Dupuis. 1950. Collection "Spirou Selection"

### Essais
- Ravensbrück, l'enfer des femmes, Paris, Tallandier, 1945 ; réédition, Paris, Fayard, 1966

- Prix littéraire de la captivité 1946 de l'Académie française
- Perceval : Le Journal d'Alain Saint-Clair du 1er novembre 1941 au 10 décembre 1944, Paris, Tallandier, 1947
- Le Flambeau ardent, Paris, Fayard, 1952 ; réédition, Paris, Astra, 1973 ; réédition, Agnières, Éditions Le Temps présent, 2002

- Prix Louis-Paul-Miller 1953 de l'Académie française
- Les Anges incompris : étude sur les enfants retardés mentaux, Paris, Éditions Montaigne, « L’Enfant de la vie », 1958

- Prix Ferrières 1959 de l'Académie française
- La Route du Graal, Paris, Éditions de la Colombe/Vieux Colombier, 1963
- 58 actions héroïques de la Résistance, Paris, Gründ, « Trésor des jeunes », 1971 (en collaboration avec Marianne Monestier
- Rencontres avec l'anormal et le paranormal, Paris, Gründ, 1972 ; réédition, Paris, Éditions Omnium littéraire, « Omnium poche », 1973
- Petite histoire de ma mort, Paris, Astra, 1974